# Al Dounia TV
Addounia TV (en arabe : قناة الدنيا الفضائية , en français « Le monde ») est une chaîne de télévision privée basée à Damas, en Syrie depuis le 23 mars 2007. La chaîne est la propriété de Rami Makhlouf, magnat syrien et cousin de Bachar el-Assad. La station pro-Assad est généralement décrite comme « semi-officielle » et « porte-parole du gouvernement ». Pendant la guerre civile syrienne, Al-Dounia diffuse la propagande du régime, y compris en démentant les faits documentés et publiés sur les médias indépendants et étrangers,,,. Al-Dounia TV est une chaîne sœur de Sama TV. 

## Programmes
Al-Dounia TV propose une variété de programmes généralistes. Les journaux sont diffusés dans cinq bulletins quotidiens.

## Pendant la guerre civile syrienne
Pendant la révolution puis la guerre civile syrienne, la chaîne Al-Dounia, pro-Assad, diffuse la propagande du régime en niant les faits documentés par les citoyens-journalistes indépendants, les reportages et témoignages diffusés par les médias à l'étranger sur le soulèvement populaire et sur la répression des manifestations pacifiques. Al-Dounia prétend par exemple que des images tournées en Syrie proviennent d'Irak, reprend la thèse d'un complot étranger contre le régime de Bachar el-Assad, diffuse des accusations mensongères contre les opposants filme les massacres commis par les forces loyalistes en les attribuant aux rebelles, comme le massacre de Daraya, dont le reportage diffusé par Al-Dounia choque particulièrement . 
Le 23 septembre 2011, l'Union européenne ajoute Al-Dounia TV à sa liste d'individus et d'entités sous sanctions, car Al-Dounia TV a « incité à la violence contre la population civile en Syrie ». Après un mois, le 20 octobre 2011, Al-Dounia TV est interrompue sur Hotbird. 
La Ligue arabe demande officiellement aux opérateurs de satellites Arabsat et Nilesat de cesser de diffuser les médias syriens, dont Al-Dounia TV, en juin 2012.  
Le 5 septembre 2012, les émissions des chaînes de télévision syriennes sont interrompues sur Arabsat et Nilesat, y compris Al-Dounia TV.  
Le 16 mai 2013, le Département d'État américain place Al-dounia TV sur les listes noires des sanctions américaines.
Le 25 mars 2014, la diffusion d'Al-Dounia TV reprend sur Nilesat après plus de 18 mois de suspension de la chaîne.